# Helicophagus typus
Helicophagus typus és una espècie de peix de la família dels pangàsids i de l'ordre dels siluriformes.

## Morfologia
- Els mascles poden assolir 37,7 cm de longitud total.[1][2]

## Hàbitat
És un peix d'aigua dolça i de clima tropical.

## Distribució geogràfica
Es troba a Àsia: Sumatra i sud-est de Borneo.